# Château de Lacour
Pour les articles ayant des titres homophones, voir Château de la Cour, Château de Lascours et Château Lacour.
Le château de Lacour est un château du XVIIe siècle construit sur une base antérieure du XIVe siècle situé à Lacour-d'Arcenay en Côte-d'Or, en Bourgogne-Franche-Comté.

## Localisation
Le château est situé à proximité immédiate du centre de la commune actuelle de Lacour-d'Arcenay.

## Historique
Le château est construit vers 1373 par l’abbé Espiard. En 1599, cette maison forte est ruinée par les Ligueurs alors qu'elle appartient à la famille de La Baume. Le château actuel est rebâti au XVIIe siècle sur ses ruines dont il subsiste quelques vestiges. Il s’est transmis de génération en génération jusqu’aux actuels propriétaires, la famille de Thy.[réf. souhaitée]
Le château est inscrit aux monuments historiques par arrêté du 29 juin 1993

## Architecture

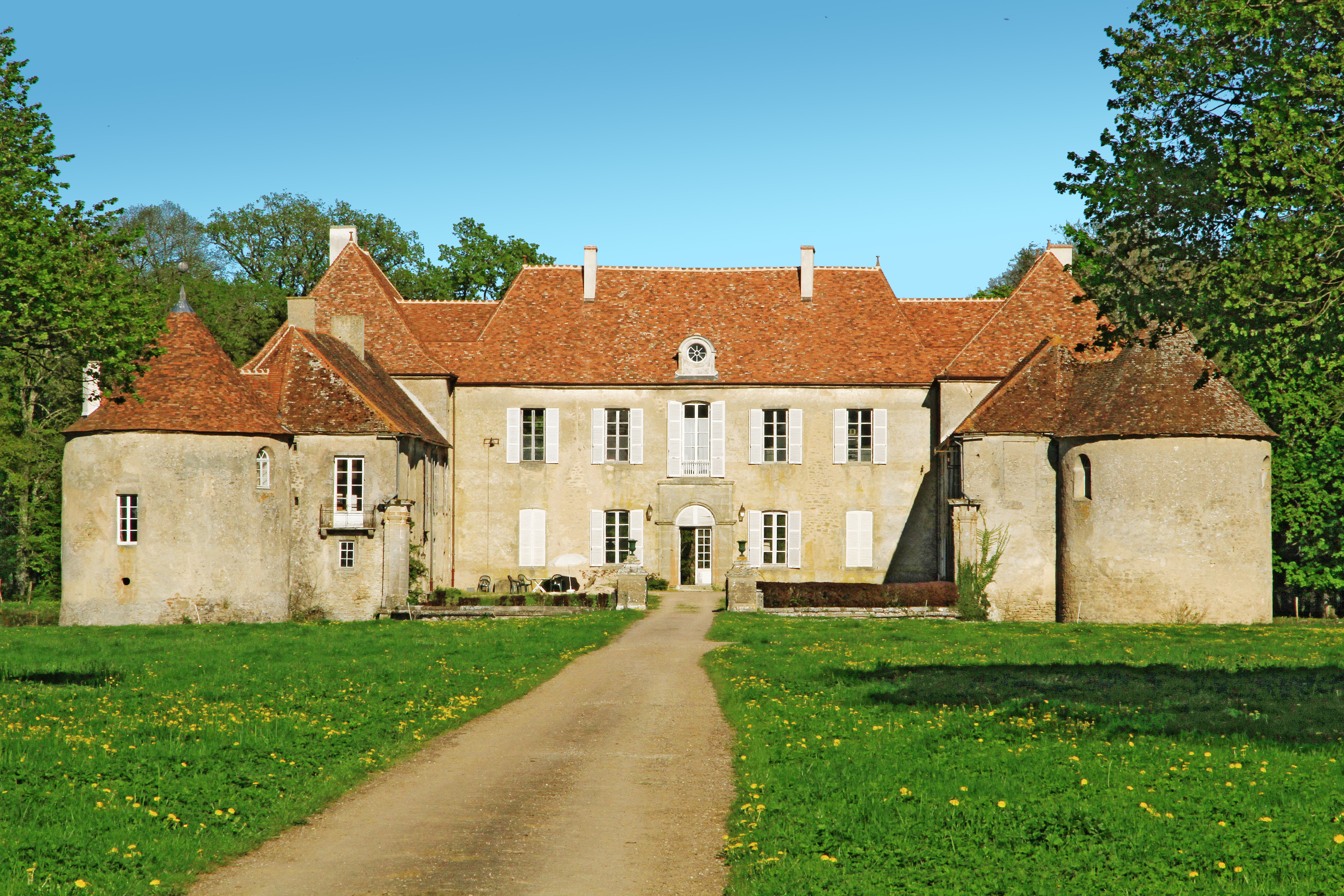

Depuis la place du village, on pénètre dans le domaine par une allée enjambant les douves. Le bâtiment de plan en U et d'apparence moderne est toujours entouré de douves en eau. Il se compose d’un corps central encadré de deux pavillons d’angle rectangulaires, terminés chacun par une tour ronde. 
On pénètre dans le château par un grand vestibule très lumineux restauré au XIXe siècle. qui traverse le bâtiment d’est en ouest. Un ensemble de moulures est présent, représentant quatre allégories (chasse, guerre, musique et travaux des champs) au-dessus des quatre portes. De ce vestibule, on accède, d’un coté au grand salon, de l’autre à l’escalier d’honneur en pierre[réf. souhaitée].